# 凌相
凌相（1475年—1540年），字忠甫，號芹溪，南直隶扬州府通州人，軍籍，明朝政治人物。同進士出身。

## 生平
弘治八年（1495年）乙卯科應天府乡试第四十九名举人，十二年（1499年）登己未科會試第一百一名，三甲六十五名進士，十四年授山东沂水县知县，十八年（1505年）十一月选授南京广西道試監察御史，正德五年（1510年）巡按直隶，六年正月升广东按察司佥事，兵备惠潮，平定惠、潮剧贼李四子等人作乱。丁母忧归，服阕，十一年十月復除山东佥事，十二年二月升辽东行太仆寺少卿，遷辽东苑马寺卿，嘉靖五年（1526年）六月升四川右布政使，以征芒部督饷功，八年转云南左布政使，九年四月升都察院右副都御史、巡抚湖广地方，十一年四月与云南巡按御史叶奇互讦，俱被免职听勘。嘉靖十九年卒，得年六十六。

## 著作
著有《芹溪奏議》四卷。

## 家族
曾祖凌信。祖凌瑄。父凌雲，號石巗，義官。母楊氏。重庆下。弟凌模、凌楷、凌栻。
娶王氏，正德三年戊辰（1508年）八月十四日卒。始封孺人，加赠淑人，继室翁氏，封淑人。有子五人：凌暘，庠生，早卒；凌昕，兵馬指挥；凌琅，國子生；皆王淑人出。次凌曜、凌曙，庠生，与三女皆側室出。